# Barna szula
A barna szula vagy fehérhasú szula (Sula leucogaster) a madarak (Aves) osztályának a szulaalakúak (Suliformes) rendjébe, ezen belül a szulafélék (Sulidae) családjába tartozó faj.

## Rendszerezése
A fajt Pieter Boddaert holland ornitológus írta le 1783-ban, a Pelecanus nembe Pelecanus Leucogaster néven.

## Alfajai
- Sula leucogaster brewsteri Goss, 1888
- Sula leucogaster etesiaca Thayer & Bangs, 1905
- Sula leucogaster leucogaster (Boddaert, 1783)
- Sula leucogaster plotus (J. R. Forster, 1844)

## Előfordulása
Az Atlanti-, az Indiai- és a Csendes-óceán tengerparti részein és szigetein honos. Természetes élőhelyei a tengerpartok és nyílt vizek. Állandó, nem vonuló faj.

## Megjelenése
Testhossza 64–74 centiméter, testtömege 724–1550 gramm, szárnyfesztávolsága pedig 132–150 centiméter.  Arcrésze csupasz, feje, nyaka, válla, háta, szárnyai és farka sötétbarna, melle és hasi részei fehérek.
|  |  |  |

## Életmódja
Kisebb halakkal és tintahalakkal táplálkozik.

## Szaporodása
|  |  |

## Természetvédelmi helyzete
Az elterjedési területe rendkívül nagy, egyedszáma viszont csökken, de még nem éri el a kritikus szintet. A Természetvédelmi Világszövetség Vörös listáján nem fenyegetett fajként szerepel.